# Carola Cobo
Carola Cobo (1909–2003) là nhà sân khấu và nghệ sĩ radio người Bolivia, nổi tiếng với những cuốn sách về công thức nấu ăn.

## Tiểu sử
Carola Cobo sinh tại Bộ phận Pando, Bolivia, năm 1909. Tuy nhiên, tại thời điểm bà sinh ra, nó chỉ là một lãnh thổ thuộc địa; bộ phận được thành lập năm 1938. Carola là con gái của José Reyes Cobo và Carolina Paz. Bà kết hôn với nhạc sĩ Alberto Ruíz Lavadenz.
Năm 1929, cùng với chồng, bà đã thành lập Công ty Hài kịch và Phim hài Tiahuanacu, sau đó đã có sự tham dự của các diễn viên nổi tiếng ở Bolivia như Wenceslao Monroy và Maco Ibargüen. Với sự xuất hiện của Chiến tranh Chaco, công ty đã bị giải thể, nhưng tái hợp lại vào năm 1941, lần này dưới sự chỉ đạo của Monroy. Cobo là nữ diễn viên đầu tiên trong dàn diễn viên, người đã lưu diễn khắp cả nước với những thành công lớn.
Trở về từ tour diễn, Cobo thành lập công ty phát thanh của riêng mình, cho bà xuất hiện trên Radio Illimani, Radio Sucre và Radio Bolívar. Bà cũng sản xuất một chương trình đặc biệt để nghe tại nhà: Cartas a una madre.
Năm 1940, bà kêu gọi gia đình nghệ sĩ Arteaga thành lập một nhóm nhạc dân gian mà cô ấy sẽ là người hát. Năm 1941, nhóm này tham gia một cuộc thi ở Chile, với giải nhất và cơ hội được thu 10 album. Trong số một số tác phẩm được trao giải thưởng ó "Aguilita Voladora", được sáng tác bởi Alberto Arteaga, và "Trong số một số tác phẩm được trao giải thưởng là "Aguilita Voladora", được sáng tác bởi Alberto Arteaga, và "Bạn sẽ yêu tôi trên bầu trời", bởi Julio Arteaga" của Julio Arteaga.
Trong sự nghiệp diễn xuất, Cobo cũng tham gia các tác phẩm của Công ty Nhà hát xã hội của nhà viết kịch nổi tiếng và là thị trưởng La Paz, Raúl Salmón. Bà cũng từng xuất hiện trên phim ngắn của Marcos Loayza El olor de la vejez, dựa trên quyển sách Los cuartos và Vidas y muertes của Jaime Sáenz.
Năm 1954, bà đi đến Buenos Aires nơi bà học về mỹ phẩm, làm đẹp và làm tóc. Trong lĩnh vực văn học, Carta a mi difunta madre của bà là đáng chú ý và nhận được một đề cử đáng quý trong một cuộc thi được tài trợ bởi Hội Phụ nữ Cơ đốc giáo. Tuy nhiên, tác phẩm với vau trò là một nhà văn viết sadch nấu ăn được người Bolivia và quốc tế được ghi nhớ tốt hơn.
Carola Cobo mất tại La Paz vào năm 2003.